# Episodi di Astrid e Raphaëlle (quinta stagione)
La quinta stagione della serie TV Astrid e Raphaëlle è stata distribuita in Francia dal 8 al 29 novembre 2024 su France Télévisions.
In Italia, la stagione è andata in onda su Giallo dal 12 novembre al 3 dicembre 2024.
| nº | Titolo originale                  | Titolo italiano                   | Prima TV Francia | Prima TV Italia  |
| -- | --------------------------------- | --------------------------------- | ---------------- | ---------------- |
| 1  | On ne meurt qu'une seule fois     | Si muore una volta sola           | 8 novembre 2024  | 12 novembre 2024 |
| 2  | Mais c'est pour si longtemps!     | ...ma è passato così tanto tempo! | 8 novembre 2024  | 12 novembre 2024 |
| 3  | Mandala                           | Il monaco                         | 15 novembre 2024 | 19 novembre 2024 |
| 4  | Le dernier des Aztèques           | L'ultimo degli Aztechi            | 15 novembre 2024 | 19 novembre 2024 |
| 5  | Le baptême des morts              | Il battesimo dei morti            | 22 novembre 2024 | 26 novembre 2024 |
| 6  | Loup y-es-tu?                     | Lupo, ci sei?                     | 22 novembre 2024 | 26 novembre 2024 |
| 7  | On achève bien les jockeys        | L'ultima corsa                    | 29 novembre 2024 | 3 dicembre 2024  |
| 8  | Un mariage et quatre enterrements | Verità dal passato                | 29 novembre 2024 | 3 dicembre 2024  |